# Eugène Hénaff
Eugène Hénaff, né à Spézet (Finistère) le 30 octobre 1904 et mort à Paris le 28 octobre 1966, est un homme politique, syndicaliste, résistant et militant communiste français. Il est élu membre du Comité central du Parti communiste français (PCF) en 1934 et le sera jusqu'à sa mort, et nommé secrétaire général de l'Union des syndicats de la Seine, à la Confédération générale du travail (CGT), de 1936 à sa mort.

## 1904-1924: entre la Bretagne et Paris
Fils de paysans bretons sans terre, l'aîné d'une fratrie de quatre garçons, Eugène Hénaff suit sa famille qui émigre une première fois à Paris. Le père, mobilisé en 1914, la famille revient à Spézet. Eugène, à dix ans, travaille comme garçon de ferme. À la fin de la guerre, la famille s’installe de nouveau à Paris, se loge à Belleville, puis à Ménilmontant. Le père travaille comme terrassier ; adhérent très actif du syndicat, il est de toutes les grèves. À 15 ans, Eugène Hénaff est tour à tour garçon boucher, petit manœuvre dans une imprimerie, et c’est dans le bâtiment qu’il trouve sa voie en devenant ouvrier cimentier, un métier dont il restera fier toute sa vie. 

## De 1924 à la mobilisation générale: action syndicale et politique
Il comprend très tôt la nécessité de l’organisation syndicale. Sa première adhésion est donnée à un syndicat anarchiste puis, à vingt ans, il adhère à la Confédération générale du travail unitaire (CGTU). Peu de temps après, il demande son adhésion au Parti communiste français dont il devient un dirigeant en 1934. Rapidement, il est élu Secrétaire général du Syndicat des cimentiers, puis Secrétaire régional des syndicats du bâtiment. Lorsqu’il devient Secrétaire de l’Union régionale des syndicats parisiens de la CGTU, il ne cesse d’accorder une attention particulière à sa profession d’origine. Élu membre du Bureau confédéral de la CGTU au Congrès de septembre 1933, il se préoccupe de tous les problèmes et de toutes les branches d’industrie.
En 1935, il est chargé de recevoir une délégation du Syndicat des midinettes, qui ont besoin d’aide pour l’organisation des luttes dans les milieux de la haute couture parisienne. C’est dans ces circonstances qu’il fait la rencontre de celle qui va devenir la compagne de sa vie : Germaine Chaplain avec laquelle il se marie le 27 janvier 1936 à Malakoff. Ensemble, ils auront trois enfants : deux filles, nées en 1937 (Yvette) et 1938 (Jacqueline), et un garçon (Michel) en 1939.
Le Front populaire et les luttes de juin 1936 permettent à Eugène Hénaff de prendre davantage de responsabilités. Il est élu au Comité central du Parti communiste français. Il rédige des articles pour « la Vie Ouvrière » et « Le Peuple ». Ayant consacré l’essentiel de son engagement au bâtiment, il prend également en charge les problèmes des autres professions, qu’il s’agisse des midinettes ou des employés. Il rencontre aussi bien les salariés que les intellectuels proches du Parti communiste, comme Louis Aragon, Pablo Picasso, Henri Wallon, Paul Langevin, Frédéric Joliot-Curie, ou encore les représentants du patronat lors des Accords Matignon en 1936 dont il sera l’un des signataires.

## La guerre 1939-1945
En 1939, Eugène Hénaff est mobilisé et envoyé au front. C’est à Châlons-sur-Marne qu’il est surpris par la débâcle de juin 1940 et fait prisonnier de guerre. En juillet, il s’évade grâce à la complicité de communistes locaux. Il retourne aussitôt à Paris et, dans la clandestinité, milite pour la création de comités populaires dans les entreprises et s’efforce de réorganiser le mouvement syndical afin de développer le combat contre l’occupant dès juillet 1940. Victime d’une trahison, il est arrêté par la police française, le 20 octobre 1940.

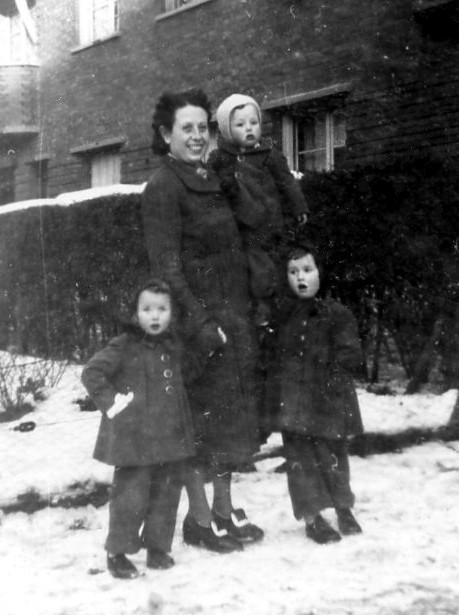
Germaine Hénaff et ses enfants au Pré Saint Gervais (93), durant l'hiver 1940.

Il est interné successivement à Aincourt, puis à la centrale de Fontevrault, à celle de Clairvaux et de là, transféré au camp de Choisel près de Châteaubriant d’où il s’évade le 19 juin 1941, avec ses camarades Henri Raynaud, Léon Mauvais et Fernand Grenier. Reprenant sa place dans le combat contre les nazis, il assume, sous le nom de Denis, un poste essentiel à la direction de l’Organisation spéciale (OS), créée par le Parti communiste français où il est notamment chargé des relations entre divers mouvements comme les Bataillons de la jeunesse et la Main-d'œuvre immigrée (MOI). Il fait partie du Comité militaire national qui deviendra au printemps 1942, le Mouvement des Francs-tireurs et partisans français.
Germaine, sa compagne, après avoir mis les enfants en sécurité, s’engage dans la clandestinité après l’évasion d’Eugène. Elle est affectée auprès de lui comme agent de liaison et responsable de sa sécurité. Elle s’acquittera de cette mission « avec compétence, audace et dévouement » jusqu’à la Libération.
En 1943, la répression de la police aux ordres de la Gestapo s’intensifie. Eugène et Germaine, victimes d’une dénonciation, doivent quitter la région parisienne. Les trois enfants sont cachés à Montfermeil, chez des sympathisants communistes. Deux des frères et sœurs de Germaine, Albert et Simone Chaplain, sont déportés. Germaine a déjà organisé leur repli, ils partent à Lyon. Eugène est désigné pour prendre la direction des syndicats clandestins de la Zone sud, ainsi que la liaison entre les Francs-tireurs et partisans (FTP) et la Main-d'œuvre immigrée (MOI). Il poursuit à Lyon le combat engagé à Paris afin de préparer l’insurrection nationale devant conduire à la libération de la France.

## 1945-1966: après la guerre
Il revient dès la libération de Paris et reprend ses activités syndicales et politiques. Il reçoit les plus hautes distinctions du pays. Il est nommé au grade de lieutenant-colonel, fait Chevalier de la Légion d'honneur, reçoit la Médaille de la Résistance et Croix de guerre 1939-1945.
Élu Secrétaire général de l’Union des Syndicats CGT de la Seine, il dirige grèves et manifestations avec André Tollet. Il participe à toutes les grandes batailles sociales de l’après-guerre. 
Après de multiples infarctus, il meurt à l'âge de 62 ans. Il est enterré dans le carré des responsables communistes, face au Mur des Fédérés, au cimetière du Père-Lachaise, à Paris, rejoint par sa femme Germaine en 2011.